# HD 102590
HD 102590，又名BD+15 2381，SAO 99800、HR 4531，是一颗恒星，视星等为5.88，位于銀經251.07，銀緯70.53，其B1900.0坐标为赤經11h 43m 29.9s，赤緯+14° 70.53′ 23″。